# 北海道旭川北都商業高等学校
北海道旭川北都商業高等学校（ほっかいどうあさひかわほくとしょうぎょうこうとうがっこう、Hokkaido Asahikawa Hokuto Commercial High School）は、北海道旭川市にかつて所在した公立商業高等学校。閉校時は旭川市で唯一の市立高等学校であった。

## 概要
旭川市の財政難、校舎の老朽化などを理由として、2009年（平成21年）4月より北海道旭川南高等学校と統合し、2011年（平成23年）3月をもって閉校した。統合と同時に、旭川南高等学校は総合学科に転換した。
跡地のうちグラウンドが、西山坂田電気（旭川市）によるメガソーラー「旭川北都ソーラー発電所」として利用されている。

## 沿革
- 1963年（昭和38年）
  - 8月10日 - 市立高校開設準備委員会発足。
  - 9月16日 - 市教育委員会、市立高校設置を議決。
  - 9月28日 - 市議会において市立高校設置議決案可決。
  - 12月24日 - 北海道旭川北都商業高等学校設置認可（北海道教育委員会）。
- 1964年（昭和39年）
  - 1月13日 - 北海道旭川北都商業高等学校開校事務局発足（市教育委員会内）。
  - 3月9日 - 北海道学芸大学附属旭川中学校の旧校舎に開校事務局を移す。
  - 4月12日 - 開校式及び第1回入学式を旭川市立北星中学校にて挙行（入学許可生徒260名）。
- 1965年（昭和40年）6月12日 - 本校舎起工式。
- 1966年（昭和41年）
  - 11月1日・2日 - 仮校舎より本校舎に移転。
  - 11月19日 - 校舎落成祝賀会。
- 1967年（昭和42年）
  - 3月10日 - 同窓会発会式。
  - 3月12日 - 第1回卒業式。
- 1974年（昭和49年）9月6日 - 創立10周年記念式典。
- 1979年（昭和54年）9月〜1980年（昭和55年）3月 - 第2体育館建築工事。
- 1984年（昭和59年）
  - 10月28日 - 創立20周年記念式典。
  - 5月 - グラウンド造成工事開始。
- 1986年（昭和61年）
  - 2月 - グラウンド造成工事完了。
  - 9月 - 屋上改修工事。
- 1989年（平成元年）7月 - 商業実習棟増築工事開始。
- 1990年（平成2年）
  - 3月 - 商業実習棟増築工事完了。
  - 11月10日 - 商業実習棟竣工記念式典。
- 1994年（平成6年）10月2日 - 創立30周年記念式典。
- 1995年（平成7年）6月〜1996年（平成8年）10月 - 普通教室・特別教室棟改修工事。
- 1997年（平成9年）
  - 7月〜10月 - テニスコート改修工事。
  - 8月〜10月 - 体育館（講堂）床・屋根等改修工事。
  - 11月〜12月 - 野球場外野フェンス増強工事。
- 1998年（平成10年）8月〜10月 - 体育館（講堂）壁面・外装等改修工事。
- 2004年（平成16年）10月16日 - 創立40周年記念式典。
- 2009年（平成21年）4月1日 - 北海道旭川南高等学校との合併に伴い、生徒募集停止。
- 2011年（平成23年）3月31日 - 閉校。

## 本校が登場する作品
廃校後の校舎が、欅坂46のシングル『世界には愛しかない』のミュージックビデオのロケ地として使用された。